# Yves Jégo

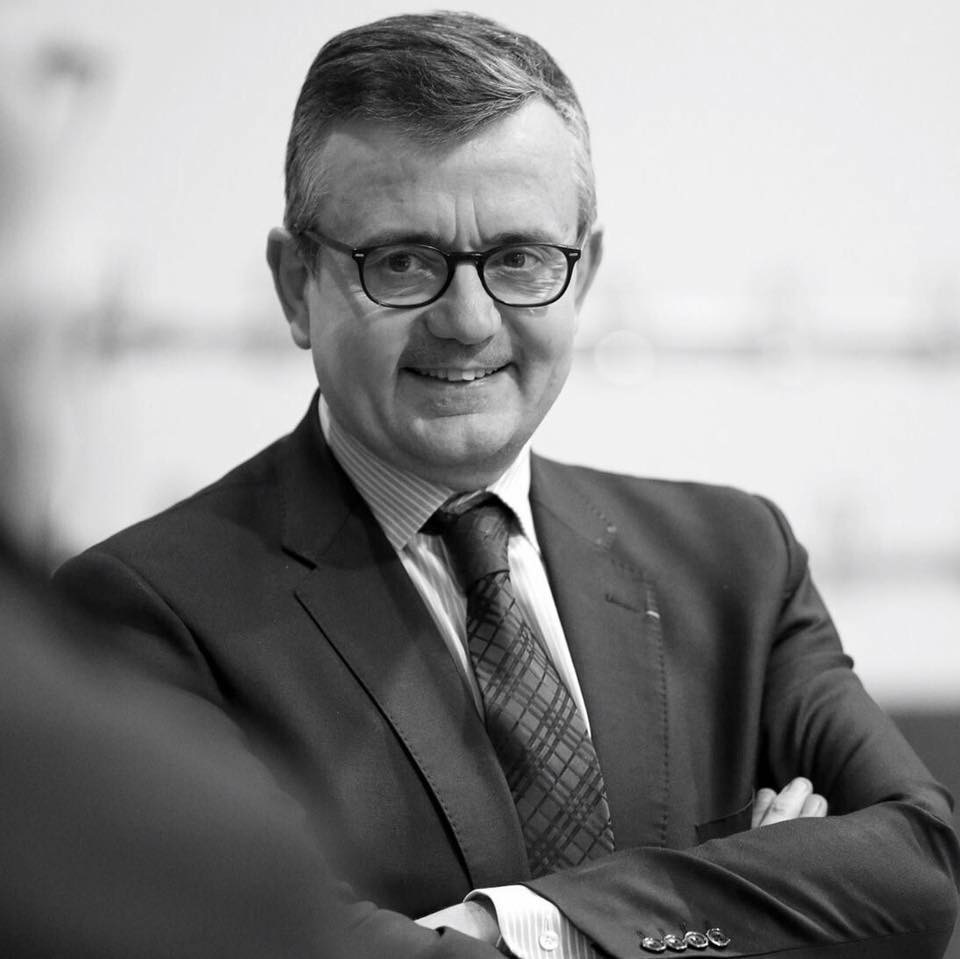
Yves Jégo (2016)

Yves Jégo (* 17. April 1961 in Besançon) ist ein französischer Politiker (RPR, UMP, UDI). Er war von 1995 bis 2017 Bürgermeister von Montereau-Fault-Yonne sowie 2002–2008 und 2009–2018 Abgeordneter in der Nationalversammlung.

## Leben und politischer Werdegang
Jégo studierte an der Pariser Université Panthéon-Assas Jura (Maîtrise 1983) und Politikwissenschaft (DEA 1985). Anschließend war als Anwalt und als Berater einer Human-resources-Agentur tätig. Außerdem ist er Mitbegründer zweier Verlagshäuser und verfasste selbst mehrere Bücher.
Als Mitglied der gaullistischen Partei Rassemblement pour la République (RPR) war er ab 1989 Mitglied des Gemeinderats von der Kleinstadt Montereau-Fault-Yonne im Département Seine-et-Marne. Von 1992 bis 1998 war er Büroleiter von Jean-François Mancel, der damals Präsident des Generalrats des Départements Oise war. Im Juni 1995 wurde Jégo zum Bürgermeister von Montereau-Fault-Yonne gewählt. Dieses Amt hatte er bis Juli 2017 inne. Von Juni 2002 bis April 2008 vertrat er den 3. Wahlkreis dieses Départements in der Nationalversammlung. Jégo stand Anfang der 2000er-Jahre innerhalb der UMP der gaullistischen und souveränistischen Strömung Debout la République um Nicolas Dupont-Aignan nahe. Als dieser 2008 eine eigenständige Partei bildete, blieb Jégo jedoch in der UMP. Von 2003 bis 2016 war er zudem Präsident des Gemeindeverbands Communauté de communes du Pays de Montereau.
Von März 2008 bis Juni 2009 war er in der Regierung von François Fillon Staatssekretär für die Überseegebiete (sécrétaire d'État chargé de l'Outre-Mer). Anschließend nahm er wieder seinen Sitz in der Nationalversammlung ein, den er nach Wiederwahlen 2012 und 2017 bis Juli 2018 innehatte. Jégo näherte sich immer mehr liberalen Ideen an und trat 2009 der Parti radical valoisien (PRad) bei, die damals noch eine assoziierte Partei der UMP war. Bei der Regionalwahl im März 2010 war Jégo Spitzenkandidat der UMP im Département Seine-et-Marne und wurde in den Regionalrat der Île-de-France gewählt. Gemeinsam mit Jean-Louis Borloo und der Parti radical verließ Jégo 2011 in Abgrenzung zum Rechtskurs der Partei unter Nicolas Sarkozy die UMP. Ein Jahr später beteiligte er sich an der Gründung des bürgerlichen Mitte-Bündnisses Union des démocrates et indépendants (UDI). Nach dem Rücktritt von Jean-Louis Borloo war er von April bis Juni 2014 kommissarischer Vorsitzender dieses Parteienbündnisses.
Im Mai 2017 gehörte er zu den Mitunterzeichnern einer Erklärung, die nach der Ernennung von Édouard Philippe zum Premierminister dazu aufforderte, die ausgestreckte Hand des neuen Präsidenten Emmanuel Macron anzunehmen und mit ihm zusammenzuarbeiten. Aufgrund dieser Haltung nominierte Macrons Bewegung La République en Marche in seinem Wahlkreis keinen Bewerber gegen ihn und er gewann im zweiten Wahlgang mit 69,1 % der Stimmen. Aufgrund der neuen Regeln gegen Ämterhäufung und Mehrfachmandate gab er im Juli 2017 sein Bürgermeisteramt auf. Als die PRad Ende 2017 mit der PRG zum Mouvement radical fusionierte (das nicht mehr Teil der UDI sein sollte), beteiligte sich Jégo nicht daran, sondern blieb in der UDI. Von Januar bis Juli 2018 war Jégo Vizepräsident der Nationalversammlung. Am 15. Juli 2018 legte er sein Abgeordnetenmandat nieder. Er blieb jedoch stellvertretender Bürgermeister und Gemeinderat von Montereau-Fault-Yonne.